# FIRA Trophy 1980-81
El FIRA Trophy de la temporada  1980-81  fue la 8° edición con esta denominación y la 21° temporada del segundo torneo en importancia de rugby en Europa, luego del Torneo de las Seis Naciones.

## FIRA Trophy
| Lugar | Selección       | Partidos | Partidos | Partidos  | Partidos | Puntos  | Puntos    | Puntos | Tabla de puntos |
| Lugar | Selección       | Jugados  | Ganados  | Empatados | Perdidos | A favor | En contra | dif.   | Tabla de puntos |
| ----- | --------------- | -------- | -------- | --------- | -------- | ------- | --------- | ------ | --------------- |
| 1     | Rumania         | 5        | 5        | 0         | 0        | 157     | 25        | +132   | 15              |
| 2     | Francia         | 5        | 4        | 0         | 1        | 129     | 59        | +70    | 13              |
| 3     | Italia          | 5        | 2        | 0         | 3        | 76      | 81        | -5     | 9               |
| 4     | Unión Soviética | 5        | 2        | 0         | 3        | 38      | 87        | -49    | 9               |
| 5     | España          | 5        | 1        | 0         | 4        | 98      | 146       | -48    | 7               |
| 6     | Polonia         | 5        | 1        | 0         | 4        | 46      | 146       | -100   | 7               |

| Bandera de Rumania |
| Campeón Rumania    |
| Cuarto título      |

## Segunda División
| Lugar | Selección    | Partidos | Partidos | Partidos  | Partidos | Puntos  | Puntos    | Puntos | Tabla de puntos |
| Lugar | Selección    | Jugados  | Ganados  | Empatados | Perdidos | A favor | En contra | dif.   | Tabla de puntos |
| ----- | ------------ | -------- | -------- | --------- | -------- | ------- | --------- | ------ | --------------- |
| 1     | RFA          | 4        | 3        | 0         | 1        | 65      | 41        | +24    | 10              |
| 2     | Países Bajos | 4        | 3        | 0         | 1        | 58      | 28        | +30    | 10              |
| 3     | Túnez        | 4        | 2        | 0         | 2        | 37      | 61        | -24    | 8               |
| 4     | Marruecos    | 4        | 2        | 0         | 2        | 55      | 29        | +26    | 8               |
| 5     | Yugoslavia   | 4        | 0        | 0         | 4        | 0       | 56        | -56    | 3               |

| Bandera de Alemania |
| Campeón Alemania    |
| Primer título       |

## Tercera División
| Lugar | Selección | Partidos | Partidos | Partidos  | Partidos | Puntos  | Puntos    | Puntos | Tabla de puntos |
| Lugar | Selección | Jugados  | Ganados  | Empatados | Perdidos | A favor | En contra | dif.   | Tabla de puntos |
| ----- | --------- | -------- | -------- | --------- | -------- | ------- | --------- | ------ | --------------- |
| 1     | Portugal  | 4        | 4        | 0         | 0        | 114     | 33        | +81    | 12              |
| 2     | Bélgica   | 4        | 3        | 0         | 1        | 55      | 24        | +31    | 10              |
| 3     | Suecia    | 4        | 2        | 0         | 2        | 37      | 30        | +7     | 8               |
| 4     | Dinamarca | 4        | 1        | 0         | 3        | 49      | 115       | -66    | 6               |
| 5     | Suiza     | 4        | 0        | 0         | 4        | 20      | 73        | -53    | 4               |

| Bandera de Portugal |
| Campeón Portugal    |
| Primer título       |